# Toshihide Saito
Toshihide Saito (født 20. april 1973) er en japansk fodboldspiller.

## Japans fodboldlandshold
| Japans landshold | Japans landshold | Japans landshold |
| År               | Kmp              | Mål              |
| ---------------- | ---------------- | ---------------- |
| 1996             | 2                | 0                |
| 1997             | 7                | 0                |
| 1998             | 4                | 0                |
| 1999             | 4                | 0                |
| Total            | 17               | 0                |